# Saint-Jean-le-Vieux, Ain
Saint-Jean-le-Vieux là một xã ở tỉnh Ain, vùng Auvergne-Rhône-Alpes thuộc miền đông nước Pháp.